# 246 (număr)
246 (două sute patruzeci și șase) este numărul natural care urmează după 245 și precede pe 247 într-un șir crescător de numere naturale.

## În matematică
246:
- Este un număr par.
- Este un număr compus.[1]
- Este un număr abundent.[2][3]
- Este un număr intangibil.[4][5]
- Este un număr nontotient.[6][7]
- Este un număr semiperfect (pseudoperfect).[8][9]
- Este un număr 18-gonal.[10][11]
- Este un număr 83-gonal.[12]
- Este un număr palindromic[13][14] în bazele 5 (14415), 9 (3039), 40 (6640), 81 (3381), 122 (22122) și 245 (11245).
- Este un număr Erdős-Woods[15][16]
- Este un număr harshad[17] în bazele 2, 3, 6, 7, 9, 11 (și alte 15 baze).
- Este cel mai mic număr n pentru care se știe că există un număr infinit de numere prime pentru care distanța dintre două prime succesive nu este mai mare decât n.[18]
- Șirul alicot care pornește cu 246 este: 246, 258, 270, 450, 759, 393, 135, 105, 87, 33, 15, 9, 4, 3, 1, 0.
- Există exact 246 de arbori ordonați cu opt noduri și 246 de coliere cu șapte mărgele negre și șapte mărgele albe.[19]

## În știință

### În astronomie
- Obiectul NGC 246 din New General Catalogue este o nebuloasă planetară din constelația Balena.
- 246 Asporina este un asteroid din centura principală.
- 246P/NEAT (NEAT 20) este o cometă periodică din sistemul nostru solar.

## În alte domenii
246 se poate referi la:
- Prefixul telefonic internațional pentru Teritoriul Britanic din Oceanul Indian (Diego Garcia).